# امارو، فریولی
امارو، فریولی (به ایتالیایی: Amaro, Friuli) یک سکونتگاه مسکونی در ایتالیا است که در استان اودینه واقع شده‌است.

## خصوصیات
امارو ۳۳٫۲ کیلومترمربع مساحت و ۸۲۲ نفر جمعیت دارد و ۲۹۶ متر بالاتر از سطح دریا واقع شده‌است.